# Relações entre Etiópia e Sudão
As relações entre a Etiópia e o Sudão foram muito boas após o final da Guerra Civil Etíope devido ao apoio que o governo sudanês tinha dado à Frente Democrática Revolucionária do Povo Etíope. No entanto, as relações ficaram tensas por um tempo após a tentativa de assassinato em 26 de junho de 1995 contra o presidente egípcio Hosni Mubarak quando ele estava deixando uma reunião da cúpula da Organização da Unidade Africana em Adis Abeba. As investigações subsequentes revelaram que o Sudão estava envolvido neste ato, obrigando o governo etíope a tomar uma série de medidas contra o Sudão em setembro, que incluíram o fechamento do consulado sudanês em Gambela, a redução do número de funcionários da embaixada sudanesa e o encerramento de todos os voos da Sudan Airways e da Ethiopian Airlines entre os dois países. No entanto, o início da Guerra Eritreia-Etiópia levaria o Sudão e a Etiópia a encerrar este conflito entre eles e a normalizar as suas relações até novembro de 1999, quando o presidente Omar Hassan al-Bashir fez uma visita formal a Adis Abeba.
Os esforços para demarcar a porosa fronteira com o Sudão foram adiados pela Segunda Guerra Civil Sudanesa. Em maio de 2008, os residentes ao longo da fronteira ocidental da Etiópia descobriram que o governo havia concordado em demarcar essa fronteira quando soldados sudaneses os forçaram a sair de suas casas. Foi relatado que cerca de 2.000 pessoas foram deslocadas na Região de Gambela e o exército sudanês teria incendiado duas dezenas de fazendas etíopes e prendido 34 pessoas na Região de Amhara. No entanto, o primeiro-ministro Meles Zenawi negou publicamente que quaisquer etíopes tenham sido deslocados por este acordo. 
Desde de 2007 a Etiópia abriga 66.980 refugiados do Sudão, a maioria dos quais vive em campos de refugiados nas regiões de Benishangul-Gumaz e Gambela.